# Estádio Juscelino Kubitschek de Oliveira
O Estádio Juscelino Kubitschek de Oliveira localizava-se em Belo Horizonte em Minas Gerais.

## História

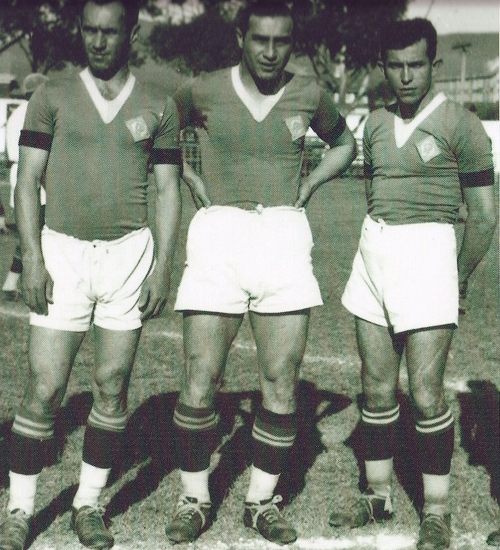
Maiores Craques que jogaram: La Ninão, Niginho e Bengala

O Barro Preto entrou na história do Cruzeiro Esporte Clube em fins de 1922, quando a diretoria adquiriu com recursos próprios um terreno no bairro para a construção do futuro estádio. 
O Cruzeiro foi o único clube da capital que não solicitou ajuda as autoridades do município e do Estado para aquisição de terreno para a construção do seu estádio, ao contrário de América, Atlético e Sete que foram agraciados pelo poder público.
Os cruzeirenses estrearam o estádio no dia 1º de julho com uma goleada de 6 a 2 sobre o Palmeiras de Santa Efigênia. A inauguração oficial foi em setembro, coincidindo com as festas da colônia italiana, em comemoração da unificação da Itália, contra o Flamengo e terminou em 3 a 3. A data também foi aproveitada para entregar medalhas aos jogadores (da colônia italiana) campeões com a seleção brasileira da sul americana de 1922: Heitor e Bianco (do Palestra Itália paulista) e Friedenreich, do Paulistano. 
“Os jogadores de descendência italiana de maior destaque no futebol paulista, Bianco, Gasparini, Fabi, Loschiavo, Severino e Heitor, que eram sócios honorários do Cruzeiro também foram convidados e marcaram presença na festa de inauguração do estádio.”
O estádio marcou bastante a história do clube. Foi nele que os primeiros títulos foram conquistados, foi ali que o Palestra passou aceitar jogadores que não fossem da colônia e transformou-se em Cruzeiro Esporte Clube. 
A maior goleada do clube até hoje foi aplicada justamente no Estádio Barro Preto: em 1928, 14 a 0 contra o Alves Nogueira. Maior artilheiro em uma só partida: Ninão (10 gols) na goleada, pelo Campeonato da Cidade
Primeiro jogo intermunicipal: 21/09/1924 – Cruzeiro 3 x 3 Industrial (Juiz de Fora)
Primeiro jogo interestadual: 23/09/1923 – Cruzeiro 3 x 3 Flamengo (RJ)
primeiro jogo internacional: 03/01/1946 – Cruzeiro 2 x 2 Libertad (Paraguai)

### Maior Estádio de Minas
Em 1945 o estádio foi reconstruído e modernizado. As arquibancadas de madeira das gerais foram substituídas por 11 degraus de cimento e passou a ter uma extensão de 250 metros. E as arquibancadas das sociais também substituídas por cimento, a área foi ampliada. A capacidade de público foi ampliada para 15 mil, tornando-se o maior estádio da capital belo horizontina até a construção do Estádio Independência, em 1950 (25 mil).
Todas estas mudanças foram bancadas pelos sócios que contribuíram cada um com mil Cruzeiros. A reinauguração do estádio foi em 1° de julho de 1945 contra o Botafogo. Uma disputa acirrada entre os dois maiores atacantes da época Heleno de Freitas e Niginho, o evento bateu recorde de público, com 15.000 torcedores.
Meses mais tarde o estádio, que agora chamava Estádio Juscelino Kubitscheck, inaugurou sua iluminação. O time convidado para o evento foi o Flamengo, que não veio por conta dos desfalques, mas alegando impossibilidade de pouso no campo de aviação, então quem veio substituir o time foi o America (RJ).
Com o estádio, o Cruzeiro deu início a era do Barro Preto. Clube e Bairro ficaram ligados intimamente até a década de 1960, quando a Pampulha dividiu essa identidade com as construções da Toca da Raposa, da sede campestre e a inauguração do Mineirão.
Com a construção do Mineirão, em 1965, terminou, definitivamente, o ciclo do Estádio JK na vida do Cruzeiro. O clube que já utilizava o estádio Independência para as partidas de maior público passou a usar o Barro Preto para treinos e jogos do time B e da categoria de base.
Em 1973, com a construção do centro de treinamento do clube, a Toca da Raposa I, que era considerado um dos mais modernos e bem equipados do mundo e que chegou a ser a concentração oficial da Seleção Brasileira.
A última partida do Cruzeiro no estádio aconteceu num amistoso contra o Democrata, em 14 de fevereiro de 1965.

### Clube Campestre do Barro Preto

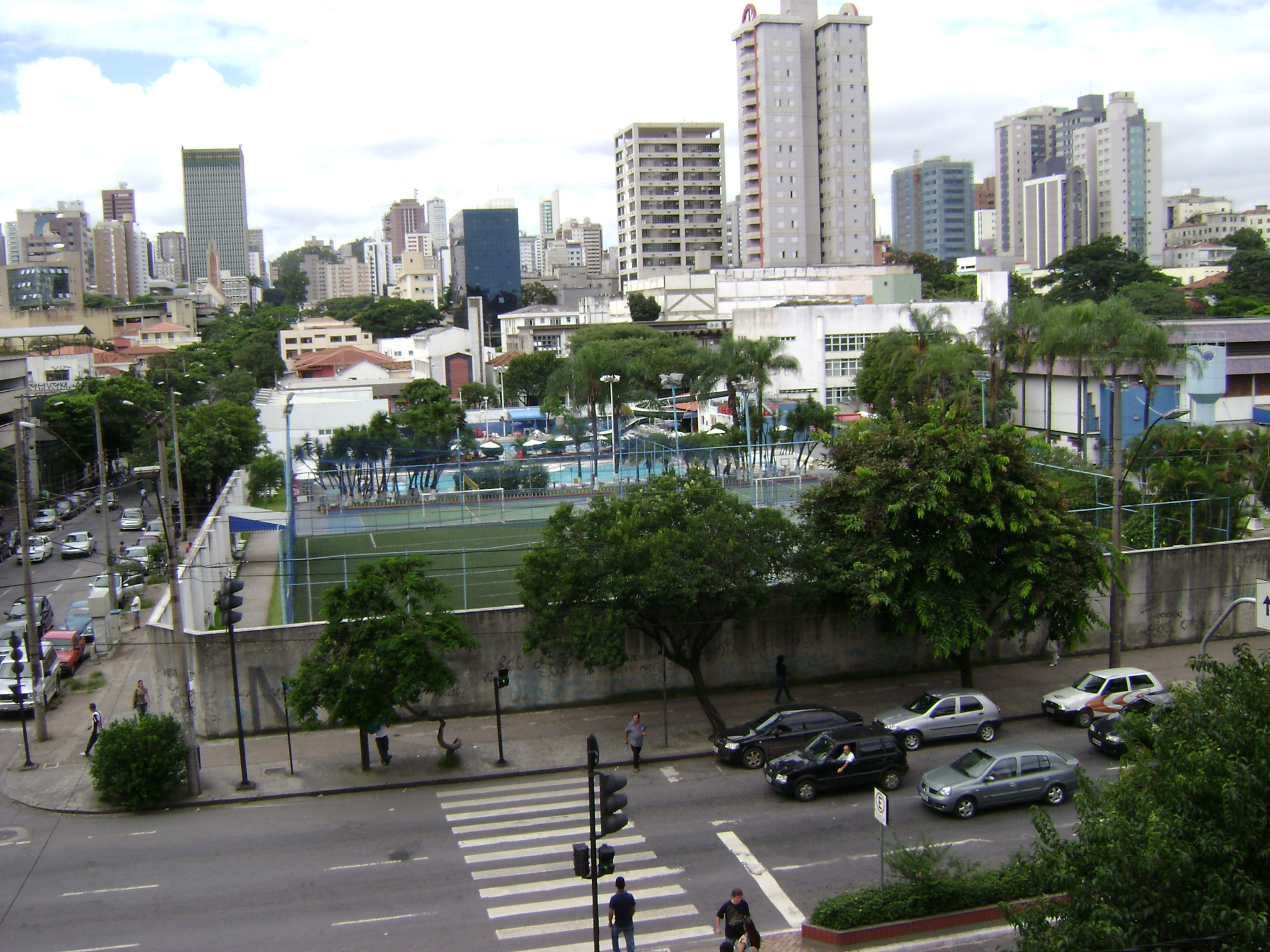
Vista Cruzeiro, sede Urbana

Em 1986 o campo e parte do estádio foram desmanchados e substituidos por piscinas e quadras, dando espaço a um clube campestre, que serviu para aumentar o quadro de sócios do clube tornando-se mais uma fonte de renda. 
Os treinos das categorias de base foram transferidos para a Toca da Raposa. Nascido em local histórico onde o Cruzeiro mandava seus jogos, depois  Barro Preto passou a ser definitivamente o campo das categorias de base do clube. 
Hoje tem uma estrutura voltada ao lazer de seus sócios, que conta com quatro quadras poliesportivas, sete quadras de peteca, restaurante, um ginásio coberto, três piscinas semi-olímpicas, três piscinas infantis.

### Estatísticas
O Cruzeiro conquistou naquele estádio nove Campeonatos de Belo Horizonte (1926, 1928, 1929, 1930, 1940, 1943, 1944, 1945 e 1956) e três Campeonatos Mineiro (1959, 1960 e 1961), tendo recebido clubes de outros estados e até de outros países, tendo enfrentado 62 clubes e 7 “selecionados” em suas 478 partidas. 
Foram 285 vitórias, 96 empates e 97 derrotas, totalizando em 1370 gols pró e 718 contra. 
O recorde de público foi no jogo inaugural entre Cruzeiro e Botafogo, quando 15.000 pessoas assistiram ao jogo que terminou em 1 a 1. 
Os maiores adversários do Cruzeiro no estádio foram:
| Números                |    |
| Número de jogos        | 70 |
| Vítórias do América-MG | 18 |
| Vitórias do Cruzeiro   | 36 |
| Empates                | 16 |

| Números                 |    |
| Número de jogos         | 61 |
| Vítórias do Atlético-MG | 13 |
| Vitórias do Cruzeiro    | 24 |
| Empates                 | 24 |

| Números                   |    |
| Número de jogos           | 50 |
| Vitórias do Cruzeiro      | 28 |
| Vítórias do Villa Nova-MG | 12 |
| Empates                   | 10 |